# Dragon Hill
Die Dragon Hill in Yabuli ist eine Skisprunganlage mit mehreren Skisprungschanzen, einer Normalschanze der Kategorie K 90 und einer Großschanze der Kategorie K 125. Nur die K 90 ist mit Matten ausgestattet.

## Geschichte
1989 wurde in Yabuli eine K 90 gebaut. 1996 fanden auf ihr die Demonstrationswettbewerbe der Winter-Asienspiele statt. 2009 war Yabuli Austragungsort der Winter-Universiade. Dafür wurden die K 90 modernisiert und eine neue K 125 gebaut. Die Modernisierung der K-90-Schanze wurde schon im November 2007 beendet und der Bau der K 125 im Oktober 2008. Neben den Schanzen baute man auch eine Gondelbahn. 2019 wurde die K 90 erneut modernisiert und mit Matten ausgestattet.